# Gonolobus virescens
Gonolobus virescens är en oleanderväxtart som beskrevs av Nicaise Auguste Desvaux. Gonolobus virescens ingår i släktet Gonolobus och familjen oleanderväxter. Inga underarter finns listade i Catalogue of Life.